# Magical Tetris Challenge
Magical Tetris Challenge (distribuito in Giappone come Magical Tetris Challenge Featuring Mickey) è un videogioco rompicapo sviluppato da Capcom. La versione italiana del gioco per PlayStation s'intitola Sfida al Tetris Magico.
Il videogioco è una versione di Tetris con i personaggi Disney. Il titolo presenta alcune somiglianze con Super Puzzle Fighter II Turbo.

## Trama
Nel videogioco si controlla un personaggio tra Topolino, Minni, Paperino e Pippo.

## Modalità di gioco
Oltre ai tetramini classici presenti in Tetris, il videogioco presenta dei blocchi "magici" che includono i pentamini e altri polimini.